# Лисрона
Лисрона (Лисронах; англ. Lisronagh; ирл. Lios Ruanach) — деревня в Ирландии, находится в графстве Южный Типперэри (провинция Манстер).